# Daryl Palumbo
Daryl Palumbo est un musicien américain de emo/metal, il est né le 10 février 1979, il fait partie du groupe Glassjaw, Head Automatica ainsi que United Nations. Il souffre de la Maladie de Crohn.